# Kamenný Újezd u Českých Budějovic
Kamenný Újezd u Českých Budějovic – stacja kolejowa w miejscowości Kamenný Újezd, w kraju południowoczeskim, w Czechach. Znajduje się na wysokości 475 m n.p.m.. Położona jest we wschodniej części miejscowości.
Na stacji nie ma możliwości zakupu biletów, a obsługa podróżnych odbywa się w pociągu.

## Linie kolejowe
- 196 České Budějovice - Summerau